# Nomada ornithica
Nomada ornithica är en biart som beskrevs av Cockerell 1906. Nomada ornithica ingår i släktet gökbin, och familjen långtungebin. Inga underarter finns listade i Catalogue of Life.